# Liste der Monuments historiques in Clefmont
Die Liste der Monuments historiques in Clefmont führt die Monuments historiques in der französischen Gemeinde Clefmont auf.

## Liste der Immobilien
| Bezeichnung         | Beschreibung           | Standort              | Kennzeichnung | Schutzstatus | Datum | Bild           |
| ------------------- | ---------------------- | --------------------- | ------------- | ------------ | ----- | -------------- |
| Château de Clefmont | Burg, 11. Jahrhundert  | Rue du Château (Lage) | PA00079032    | Inscrit      | 1928  |                |
| Kirche St-Thibaut   | ab dem 12. Jahrhundert | Rue des Gueux (Lage)  | PA00079031    | Classé       | 1913  | weitere Bilder |

## Liste der Objekte
| Bezeichnung                      | Beschreibung                                                                        | Standort                        | Kennzeichnung | Schutzstatus | Datum | Bild |
| -------------------------------- | ----------------------------------------------------------------------------------- | ------------------------------- | ------------- | ------------ | ----- | ---- |
| Skulptur Madonna mit Kind        | Gips, farbig gefasst, 16. Jahrhundert (?); Kopie der Madonna in Les Thons           | in der Kirche St-Thibaut (Lage) | PM52000364    | Classé       | 1963  |      |
| Exposition des Hauptaltars       | Holz, vergoldet, 18. Jahrhundert                                                    | in der Kirche St-Thibaut (Lage) | PM52000362    | Classé       | 1963  |      |
| Skulptur Heiliger Antonius       | Stein, farbig gefasst, 16. Jahrhundert                                              | in der Kirche St-Thibaut (Lage) | PM52000363    | Classé       | 1963  |      |
| Reliquienbüste Heiliger Theobald | Holz, farbig gefasst, 17. Jahrhundert                                               | in der Kirche St-Thibaut (Lage) | PM52000361    | Classé       | 1957  |      |
| Epitaph für René Paynal          | Kalkstein, Marmor, bezeichnet 1636                                                  | in der Kirche St-Thibaut (Lage) | PM52000365    | Classé       | 1973  |      |
| Skulptur Heiliger Nikolaus       | Aufsatz eines Prozessionsstabs; Holz, farbig gefasst und vergoldet, 18. Jahrhundert | in der Kirche St-Thibaut (Lage) | PM52001734    | Inscrit      | 1976  |      |